# Communauté de communes Vesle et Coteaux de la Montagne de Reims
Die Communauté de communes Vesle et Coteaux de la Montagne de Reims war ein französischer Gemeindeverband mit der Rechtsform einer Communauté de communes im Département Marne in der Region Grand Est. Der Gemeindeverband wurde am 1. Januar 2014 gegründet und umfasste 17 Gemeinden. Der Verwaltungssitz befand sich im Ort Rilly-la-Montagne.

## Historische Entwicklung
Der Gemeindeverband entstand mit Wirkung vom 1. Januar 2014 durch die Fusion der Vorgängerorganisationen 
- Communauté de communes Vesle-Montagne de Reims,
- Communauté de communes des Forêts et Coteaux de la Grande Montagne und
- Communauté de communes des Rives de Prosne et Vesle.

Der Gemeindeverband wurde am 1. Januar 2017 mit den Communautés de communes Beine-Bourgogne, Vallée de la Suippe, Rives de la Suippe, Nord Champenois, Fismes Ardre et Vesle und Champagne Vesle sowie Teilen der Communauté de communes Ardre et Châtillonnais, zudem der Communauté d’agglomération Reims Métropole zur neu gegründeten Communauté urbaine du Grand Reims zusammengeschlossen.

## Ehemalige Mitgliedsgemeinden
1. Beaumont-sur-Vesle
2. Billy-le-Grand
3. Chigny-les-Roses
4. Ludes
5. Mailly-Champagne
6. Montbré
7. Les Petites-Loges
8. Rilly-la-Montagne
9. Sept-Saulx
10. Trépail
11. Val-de-Vesle
12. Vaudemange
13. Verzenay
14. Verzy
15. Ville-en-Selve
16. Villers-Allerand
17. Villers-Marmery